# Le Petit Arpent du bon Dieu
Pour plus de détails, voir Fiche technique et Distribution.
Le Petit Arpent du bon Dieu (titre original : God's Little Acre) est un film américain réalisé par Anthony Mann, sorti en 1958. 
Le film est inspiré d'un roman éponyme d'Erskine Caldwell.

## Synopsis
Ty Ty, fermier pauvre du Sud des États-Unis, creuse depuis quinze ans les champs qui entourent la maison familiale à la recherche de l'or que le grand-père y aurait enfoui. Un candidat au poste de shérif, amoureux de sa fille, lui conseille de capturer un albinos pour l'aider dans cette tâche : les albinos auraient le pouvoir de voir ce qu'il y a sous la terre. Tout en s'appauvrissant en cherchant l'or au lieu de cultiver sa terre, le fermier tente de maintenir sa famille unie, mais les conflits s'enveniment.

## Fiche technique
- Titre original : God's Little Acre
- Titre français : Le Petit Arpent du bon Dieu
- Réalisation : Anthony Mann
- Scénario : Philip Yordan et Ben Maddow d'après le roman Le Petit Arpent du Bon Dieu d'Erskine Caldwell
- Direction artistique : John S. Poplin Jr.
- Décors : Lyle B. Reifsnider
- Costumes : Sophia Stutz
- Photographie : Ernest Haller
- Son : Henry Adams, Jack Solomon
- Montage : Richard C. Meyer
- Musique : Elmer Bernstein
- Production : Sidney Harmon, Anthony Mann
- Société de production : Security Pictures
- Société de distribution : United Artists
- Pays d'origine :  États-Unis
- Langue originale : anglais
- Format : noir et blanc — 35 mm — 1,85:1 — son Mono (Westrex Recording System)
- Genre : Drame
- Durée : 118 minutes (111 minutes au Royaume-Uni)
- Dates de sortie : 
  - États-Unis : 13 août 1958
  - France : 1er octobre 1958

## Distribution
- Robert Ryan (VF : Jean Martinelli) : Ty Ty Walden
- Aldo Ray (VF : Jean Violette) : Will Thompson
- Tina Louise : Griselda Walden
- Jack Lord (VF : Michel François) : Buck Walden
- Fay Spain : Darling Jill
- Buddy Hackett (VF : Jacques Dynam) : Pluto Swint
- Vic Morrow (VF : Jean-Claude Michel) : Shaw Walden
- Helen Westcott : Rosamund
- Lance Fuller (VF : Raymond Loyer) : Jim Leslie
- Rex Ingram (VF : Pierre Morin) : Oncle Felix
- Michael Landon : Dave Dawson
- Russell Collins : le veilleur de nuit
- Davis Roberts
- Janet Brandt

## Chanson du film
- "God's Little Acre" : musique d'Elmer Bernstein, paroles d'Erskine Caldwell

## Récompenses et distinctions

### Nomination
- Mostra de Venise 1958 : nomination pour le Lion d'or

## Production
Sidney Harmon et Anthony Mann ont d'abord voulu filmer en Géorgie, mais à la suite d'une campagne de presse à Atlanta, Mann et Security Pictures se sont vu refuser la permission d'y tourner, les responsables locaux craignant que le film donne une mauvaise image de la région. Ils ont alors cherché de nouveaux lieux de tournage en Louisiane, en Caroline du Nord et du Sud. Le film fut finalement tourné en Californie aux abords de Stockton. La chambre de commerce de Stockton ayant été très satisfaite du tournage du film de William Wyler, Les Grands Espaces, a invité Anthony Mann à tourner chez eux en apprenant ses difficultés avec la Géorgie.

## Commentaires
Le film reprend quasiment la même équipe que le précédent film d'Anthony Mann, Cote 465 (Men in War) réalisé un an auparavant : mêmes acteurs principaux, même directeur de la photographie, compositeur, scénariste et producteur.  